# Aphelinoidea melanosoma
Aphelinoidea melanosoma är en stekelart som beskrevs av Novicky 1940. Aphelinoidea melanosoma ingår i släktet Aphelinoidea och familjen hårstrimsteklar. Inga underarter finns listade i Catalogue of Life.